# Мещерская, София Сергеевна
Княгиня София Сергеевна Мещерская, урождённая Всеволожская (1775—1848) — предположительно, любовница будущего Александра I, впоследствии писательница и переводчица, член Библейского общества, автор религиозно-нравственных сочинений.

## Биография
Родилась 19 (30) ноября 1775 года — дочь известного своим богатством генерал-поручика Сергея Алексеевича Всеволожского (1746—1822) от брака с фрейлиной Екатериной Андреевной Зиновьевой (1751—1836).
В 1796 году, будучи девицей, стала матерью Николая Лукаша, которого некоторые исследователи считают первым, внебрачным ребёнком Александра Павловича.
Её внук, А. В. Мещерский вспоминал:

Она была женщина строгой жизни, очень приятной наружности; ее все любили и уважали, но и немного побаивались. Она имела обыкновение высказывать свои мнения без околичностей и всем говорить правду в глаза <…> была выше среднего роста, ходила всегда в белом чепце, из-под которого виднелись седые волосы, а два довольно длинных белых локона окаймляли ея умное лицо и выдающиеся светло-голубые глаза. <…> Бабушка была строго православная, соблюдала все посты и все правила церкви, что не мешало ей, в своем образе жизни и в своем мировоззрении очень походить на Английских поэтистов. Она была Англоманка, очень много переводила, и печатала сочинений в английского языка, преимущественно тех простых и превосходных рассказов для детей, которые в Англии составляют целую литературу.

Находилась в переписке с Александром I и митрополитом Филаретом, переписку с которыми сожгла перед своей смертью, а также — с Чаадаевым и епископом Иннокентием. 
Её сестра, княгиня Анна Сергеевна Голицына, подружилась  в 1821 году с баронессой Крюденер и в 1824 году отправилась вместе с ней и её дочерью в Крым, поселившись в своём имении в Кореизе. Сохранились сведения о том, что и княгиня С. С. Мещерская в 1830-е годах некоторое время жила в Крыму ― впоследствии на месте её имения была выстроена вилла Харакс.
Умерла 4 (16) октября 1848 года. Похоронена рядом с супругом на кладбище Новодевичьего монастыря; могила уничтожена в 1930-е годы.

### Председательница комитета
В 1830-х годах была председательницей дамских попечительских комитетов о тюрьмах в Петербурге. Санкт-Петербургский дамский попечительный тюремный комитет был открыт 13 октября 1819 года и на протяжении многих десятилетий занимался филантропией исключительно в интересах арестованных женщин и их детей. С. С. Мещерская стала первой его председательницей (по 1827), она пользовалась, по воспоминаниям современников, заслуженной популярностью и уважением за её умственные и нравственные качества. Тюремные деятели сравнивали Мещерскую со знаменитой англичанкой Елизаветой Фрей и очень ценили её благотворительную деятельность.

## Произведения
Была ревностной сторонницей Библейского общества и, с целью распространения его идей, написала, перевела и переделала много книжек и брошюр мистического и духовно-назидательного характера, издавая их анонимно. В общей сложности она перевела и издала 93 книги, в том числе некоторые квакерские работы.
Эти брошюры печатались в 20-х и 30-х годах и были предназначены для назидательного популярного чтения, например:
- Иван слуга
- Бедной Иосиф
- «Се ныне время благоприятно, се ныне день спасения. 2 Кор. VI. 2.»
- Приключения и благотворныя действия одной Библии
- «Три разговора священника со своими прихожанами об истинном пути к спасению»
- «Бодрствующий христианин»
- «Воин царя земного во всеоружии царя небесного»

## Семья
В 1798 году София Сергеевна стала второй женой майора князя Ивана Сергеевича Мещерского (1775—1851), у которого от первого брака с княжной Еленой Александровной Трубецкой (ум. 1796/1797) был один сын —  Василий (1796/1797—1871), который женился на баронессе Шарлотте Борисовне Фитингоф (1796—1841).
В браке имели пятерых детей:
- Николай Иванович Мещерский (6.12.1798—10.12.1862), подполковник, с 1837 года женат на княжне Александре Ивановне Трубецкой (1809—1873), дочери камергера князя И. Д. Трубецкого.

- Сергей Иванович Мещерский (1800—9.12.1870), поручик лейб-гвардии Гренадерского полка, генерал-майор. С 1820 года был женат на фрейлине княжне Александре Борисовне Голицыной (1798—1876), дочери князя Б. А. Голицына.
- Петр Иванович Мещерский (29.05.1802—15.04.1876), подполковник гвардии. Первым браком женат на Екатерине Сергеевне Кагульской (23.10.1806—29.03.1826), внебрачной дочери дипломата графа С. П. Румянцева; затем вторым браком с 1828 года женат на Екатерине Николаевне Карамзиной (1806—1867), дочери историка.
- Софья Ивановна Мещерская (25.03.1804[9]—23.11.1881), фрейлина, замужем не была.
- Мария Ивановна Мещерская (1815—31.07.1859), с 1835 года замужем за генерал-майором Иваном Николаевичем Гончаровым (1810—1881), братом Н. Н. Пушкиной. По воспоминаниям современника Мария Ивановна была «с молоду очень красива и соединяла блестящие дарования и остроумие с подкупающей добротой и необыкновенной пылкостью и отзывчивостью сердца»[10].

Незаконный сын:
- Лукаш, Николай Евгеньевич (11 декабря 1796 — 20 января 1868). Сын Александра I. Жена — княжна Александра Гедианова (1804—1834) — которая воспитывалась в доме княгини Мещерской[11]; затем княжна Александра Шаховская (1806—1864)[12]. Фамилия дана по имению Лукаши. Поручик Гвардейского генерального штаба, впоследствии тифлисский губернатор, сенатор.